# Grand Parpaillon
Grand Parpaillon – szczyt w Alpach Kotyjskich, części Alp Zachodnich. Leży w południowo-wschodniej Francji w regionie Prowansja-Alpy-Lazurowe Wybrzeże, przy granicy z Włochami. Szczyt można zdobyć drogą z miejscowości Barcelonnette w dolinie rzeki Ubaye.